# Saúl Álvarez
Santos Saúl Álvarez Barragán (Guadalajara, 18 luglio 1990) è un pugile messicano.
Soprannominato Canelo, è detentore dei titoli mondiali WBO, WBA, WBC, IBF, The Ring dei supermedi ed ex detentore dei titoli WBA, The Ring dei medi. Campione mondiale in quattro differenti categorie di peso, tra il 2011 ed il 2013 è stato campione unificato WBA, WBC e The Ring dei superwelter, mentre dal 2018 possiede le sigle WBA regular dei supermedi e WBC, WBA e lineare dei medi. Battendo inoltre Sergej Kovalëv per knockout all'undicesima ripresa, ha conquistato il titolo WBO dei mediomassimi. Il 19 dicembre 2020 vince il titolo mondiale dei supermedi WBC e WBA, battendo per decisione unanime l'imbattuto Callum Smith, mentre l'8 maggio 2021 conquista il titolo mondiale WBO sempre nei supermedi battendo Billy Joe Saunders per abbandono all'ottava ripresa. È considerato uno dei più forti e vincenti pugili di tutti i tempi.

## Biografia
In un'intervista Álvarez spiegò di essere nato nella città di Guadalajara (Messico), ma la famiglia è originaria di Los Reyes. Le sue origini sarebbero tuttavia irlandesi. Infatti i suoi capelli rossi discenderebbero proprio dagli irlandesi che combatterono nel battaglione di San Patrizio durante la guerra tra Messico e Stati Uniti. All'età di 5 anni si trasferisce con la famiglia nella sua attuale casa a Juanacatlán. Canelo è il più piccolo di 8 figli, di cui 7 maschi; tutti i suoi fratelli sono diventati pugili professionisti.

## Carriera
Canelo diventa professionista all'età di soli 15 anni, poco dopo aver vinto il titolo nazionale degli Juniores, poiché i suoi allenatori Chepo e Eddy Reynoso, padre e figlio, non erano capaci di trovare avversari alla sua altezza in quella categoria. Nei primi 19 mesi da professionista ha sconfitto per KO 11 dei suoi 13 avversari e tutti erano più grandi di lui per quanto riguarda l'età. Il suo trainer Chepo ha affermato che in quello spazio di tempo ha combattuto altre 10 volte con altrettanti KO, ma questi match sono scarsamente documentati. Il suo primo match importante è contro l'ex campione IBF Miguel Vàzquez il 20 gennaio 2006; due anni dopo, il 28 giugno 2008, lo sconfigge di nuovo in un rematch. In quella serata fu fatta la storia: Canelo e tutti i suoi 6 fratelli hanno combattuto nella stessa fight card.

### Campione indiscusso dei pesi supermedi
Il 6 novembre 2021, a Las Vegas, il pugile messicano affronta Caleb Plant, nell'incontro valido per l'unificazione di tutti i titoli dei Pesi supermedi. In palio ci sono le cinture WBA, WBC, WBO, IBF e The Ring. Canelo vince per KO all'undicesima ripresa, diventando così, per la prima volta nella storia, campione indiscusso dei pesi supermedi.

## Record professionale
| No. | Risultato | Record | Avversario             | Metodo | Data         | Round   | Luogo                                | Note |
| --- | --------- | ------ | ---------------------- | ------ | ------------ | ------- | ------------------------------------ | --- |
| 67  | Vittoria  | 63-2-2 | William Scull          | UD     | 3 Mag. 2025  | 12      | Riyadh, Arabia Saudita               | Difende il titolo The Ring, il titolo WBC, il titolo WBA (Super) e il titolo WBO dei pesi supermedi. Vince il titolo IBF dei pesi supermedi. |
| 66  | Vittoria  | 62-2-2 | Edgar Berlanga         | UD     | 14 Set. 2024 | 12      | Paradise, Stati Uniti d'America      | Difende il titolo The Ring, il titolo WBC, il titolo WBA (Super) e il titolo WBO dei pesi supermedi.                                         |
| 65  | Vittoria  | 61-2-2 | Jaime Munguía          | UD     | 4 Mag. 2024  | 12      | Paradise, Stati Uniti d'America      | Difende il titolo The Ring, il titolo WBC, il titolo WBA (Super), il titolo WBO e il titolo IBF dei pesi supermedi.                          |
| 64  | Vittoria  | 60-2-2 | Jermell Charlo         | UD     | 30 Set. 2023 | 12      | Paradise, Stati Uniti d'America      | Difende il titolo The Ring, il titolo WBC, il titolo WBA (Super), il titolo WBO e il titolo IBF dei pesi supermedi.                          |
| 63  | Vittoria  | 59-2-2 | John Ryder             | UD     | 7 Mag. 2023  | 12      | Guadalajara, Messico                 | Difende il titolo The Ring, il titolo WBC, il titolo WBA (Super), il titolo WBO e il titolo IBF dei pesi supermedi.                          |
| 62  | Vittoria  | 58-2-2 | Gennadij Golovkin      | UD     | 17 Set. 2022 | 11 (12) | Las Vegas, Stati Uniti d'America     | Difende il titolo The Ring, il titolo WBC, il titolo WBA (Super), il titolo WBO e il titolo IBF dei pesi supermedi.                          |
| 61  | Sconfitta | 57-2-2 | Dmitrij Bivol          | UD     | 7 Mag. 2022  | 12      | Las Vegas, Stati Uniti d'America     | Per il titolo WBA dei pesi mediomassimi |
| 60  | Vittoria  | 57-1-2 | Caleb Plant            | TKO    | 6 Nov. 2021  | 11 (12) | Paradise, Stati Uniti d'America      | Difende il titolo The Ring, il titolo WBC, il titolo WBA (Super) e il titolo WBO dei pesi supermedi. Vince il titolo IBF dei pesi supermedi. |
| 59  | Vittoria  | 56-1-2 | Billy Joe Saunders     | RTD    | 8 Mag. 2021  | 8 (12)  | Arlington, Stati Uniti d'America     | Mantiene il titolo The Ring, il titolo WBC e il titolo WBA (Super) dei pesi supermedi. Vince il titolo WBO dei pesi supermedi.               |
| 58  | Vittoria  | 55-1-2 | Avni Yıldırım          | RTD    | 27 Feb. 2021 | 3 (12)  | Miami Gardens, Stati Uniti d'America | Mantiene il titolo The Ring, il titolo WBC e il titolo WBA (Super) dei pesi supermedi.                                                       |
| 57  | Vittoria  | 54-1-2 | Callum Smith           | UD     | 19 Dic. 2020 | 12      | San Antonio, Stati Uniti d'America   | Vince il titolo The Ring, il vacante titolo WBC e il titolo WBA (Super) dei pesi supermedi.                                                  |
| 56  | Vittoria  | 53-1-2 | Sergej Kovalëv         | KO     | 2 Nov. 2019  | 11 (12) | Paradise, Stati Uniti d'America      | Vince il titolo WBO dei pesi mediomassimi.                                                                                                   |
| 55  | Vittoria  | 52-1-2 | Daniel Jacobs          | UD     | 4 Mag. 2019  | 12      | Paradise, Stati Uniti d'America      | Mantiene il titolo The Ring, il titolo WBC e il titolo WBA (Super) dei pesi medi. Vince il titolo IBF dei pesi medi.                         |
| 54  | Vittoria  | 51-1-2 | Rocky Fielding         | TKO    | 15 Dic. 2018 | 3 (12)  | New York, Stati Uniti d'America      | Vince il titolo WBA (Regular) dei pesi supermedi.                                                                                            |
| 53  | Vittoria  | 50-1-2 | Gennadij Golovkin      | MD     | 15 Set. 2018 | 12      | Paradise, Stati Uniti d'America      | Vince il vacante titolo The Ring, il titolo WBC e il titolo WBA (Super) dei pesi medi.                                                       |
| 52  | Pareggio  | 49-1-2 | Gennadij Golovkin      | SD     | 16 Set. 2017 | 12      | Paradise, Stati Uniti d'America      | Mantiene il titolo The Ring dei pesi medi. Per il titolo WBC, il titolo WBA (Super) e il titolo IBF dei pesi medi.                           |
| 51  | Vittoria  | 49-1-1 | Julio César Chávez Jr. | UD     | 6 Mag. 2017  | 12      | Paradise, Stati Uniti d'America      | |
| 50  | Vittoria  | 48-1-1 | Liam Smith             | KO     | 17 Set. 2016 | 9 (12)  | Arlington, Stati Uniti d'America     | Vince il titolo WBO dei pesi superwelter. |
| 49  | Vittoria  | 47-1-1 | Amir Khan              | KO     | 7 Mag. 2016  | 6 (12)  | Paradise, Stati Uniti d'America      | Mantiene il titolo WBC e il titolo The Ring dei pesi medi.                                                                                   |
| 48  | Vittoria  | 46-1-1 | Miguel Cotto           | UD     | 21 Nov. 2015 | 12      | Paradise, Stati Uniti d'America      | Vince il vacante titolo WBC e il titolo The Ring dei pesi medi.                                                                              |
| 47  | Vittoria  | 45-1-1 | James Kirkland         | KO     | 9 Mag. 2015  | 3 (12)  | Houston, Stati Uniti d'America       | |
| 46  | Vittoria  | 44-1-1 | Erislandy Lara         | SD     | 12 Lug. 2014 | 12      | Paradise, Stati Uniti d'America      | |
| 45  | Vittoria  | 43-1-1 | Alfredo Angulo         | TKO    | 8 Mar. 2014  | 10 (12) | Paradise, Stati Uniti d'America      | |
| 44  | Sconfitta | 42-1-1 | Floyd Mayweather Jr.   | MD     | 14 Set. 2013 | 12      | Paradise, Stati Uniti d'America      | Perde il titolo WBC e il titolo The Ring dei pesi superwelter. Per il titolo WBA (super) dei pesi superwelter.                               |
| 43  | Vittoria  | 42-0-1 | Austin Trout           | UD     | 20 Apr. 2013 | 12      | San Antonio, Stati Uniti d'America   | Mantiene il titolo WBC dei pesi superwelter. Vince il titolo WBA e il vacante titolo The Ring dei pesi superwelter.                          |
| 42  | Vittoria  | 41-0-1 | Josesito López         | TKO    | 15 Set. 2012 | 5 (12)  | Paradise, Stati Uniti d'America      | Mantiene il titolo WBC dei pesi superwelter.                                                                                                 |
| 41  | Vittoria  | 40-0-1 | Shane Mosley           | UD     | 5 Mag. 2012  | 12      | Paradise, Stati Uniti d'America      | Mantiene il titolo WBC dei pesi superwelter.                                                                                                 |
| 40  | Vittoria  | 39-0-1 | Kermit Cintron         | TKO    | 26 Nov. 2011 | 5 (12)  | Città del Messico, Messico           | Mantiene il titolo WBC dei pesi superwelter.                                                                                                 |
| 39  | Vittoria  | 38-0-1 | Alfonso Gómez          | TKO    | 17 Set. 2011 | 6 (12)  | Los Angeles, Stati Uniti d'America   | Mantiene il titolo WBC dei pesi superwelter.                                                                                                 |
| 38  | Vittoria  | 37-0-1 | Ryan Rhodes            | TKO    | 18 Giu. 2011 | 12 (12) | Guadalajara, Messico                 | Mantiene il titolo WBC dei pesi superwelter.                                                                                                 |
| 37  | Vittoria  | 36-0-1 | Matthew Hatton         | UD     | 5 Mar. 2011  | 12      | Anaheim, Stati Uniti d'America       | Vince il vacante titolo WBC dei pesi superwelter.                                                                                            |
| 36  | Vittoria  | 35-0-1 | Lovemore N'dou         | UD     | 4 Dic. 2010  | 12      | Veracruz, Messico                    | Mantiene il titolo WBC Silver dei pesi superwelter.                                                                                          |
| 35  | Vittoria  | 34-0-1 | Carlos Baldomir        | KO     | 18 Set. 2010 | 6 (10)  | Los Angeles, Stati Uniti d'America   | Mantiene il titolo WBC Silver dei pesi superwelter.                                                                                          |
| 34  | Vittoria  | 33-0-1 | Luciano Leonel Cuello  | TKO    | 10 Lug. 2010 | 6 (12)  | Guadalajara, Messico                 | Vince il vacante titolo WBC Silver dei pesi superwelter.                                                                                     |
| 33  | Vittoria  | 32-0-1 | José Cotto             | TKO    | 1 Mag. 2010  | 9 (10)  | Paradise, Stati Uniti d'America      | |
| 32  | Vittoria  | 31-0-1 | Brian Camechis         | KO     | 6 Mar. 2010  | 3 (12)  | Tuxtla Gutiérrez, Messico            | Mantiene il titolo NABF dei pesi welter. |
| 31  | Vittoria  | 30-0-1 | Lanardo Tyner          | UD     | 5 Dic. 2009  | 12      | Tepic, Messico                       | Mantiene il titolo NABF dei pesi welter. |
| 30  | Vittoria  | 29-0-1 | Carlos Herrera         | TKO    | 15 Set. 2009 | 1 (10)  | Puebla de Zaragoza, Messico          | Mantiene il titolo WBC Youth dei pesi welter.                                                                                                |
| 29  | Vittoria  | 28-0-1 | Marat Chuzeev          | KO     | 8 Ago. 2009  | 2 (10)  | Zapopan, Messico                     | Vince il vacante titolo WBC Youth dei pesi welter.                                                                                           |
| 28  | Vittoria  | 27-0-1 | Jefferson Gonçalo      | KO     | 28 Giu. 2008 | 9 (12)  | Cancún, Messico                      | Mantiene il titolo NABF dei pesi welter. |
| 27  | Vittoria  | 26-0-1 | Michel Rosales         | TKO    | 11 Apr. 2009 | 10 (12) | Tepic, Messico                       | Mantiene il titolo NABF dei pesi welter. |
| 26  | Vittoria  | 25-0-1 | Euri González          | TKO    | 21 Feb. 2009 | 11 (12) | Zapopan, Messico                     | Mantiene il titolo NABF dei pesi welter. Vince il titolo WBO Latino dei pesi welter.                                                         |
| 25  | Vittoria  | 24-0-1 | Antonio Fitch          | TKO    | 17 Gen. 2009 | 1 (12)  | Città del Messico, Messico           | Vince il vacante titolo NABF dei pesi welter.                                                                                                |
| 24  | Vittoria  | 23-0-1 | Raúl Pinzón            | TKO    | 5 Dic. 2008  | 1 (12)  | Miami, Stati Uniti d'America         | Mantiene il titolo WBA Fedecentro dei pesi welter.                                                                                           |
| 23  | Vittoria  | 22-0-1 | Larry Mosley           | UD     | 24 Ott. 2008 | 10      | Cabazon, Stati Uniti d'America       | |
| 22  | Vittoria  | 21-0-1 | Carlos Adán Jerez      | UD     | 2 Ago. 2008  | 10      | Zapopan, Messico                     | Mantiene il titolo WBA Fedecentro dei pesi welter.                                                                                           |
| 21  | Vittoria  | 20-0-1 | Miguel Vázquez         | UD     | 28 Giu. 2008 | 10      | Zapopan, Messico                     | |
| 20  | Vittoria  | 19-0-1 | Francisco Villanueva   | SD     | 6 Giu. 2008  | 10      | Tepic, Messico                       | |
| 19  | Vittoria  | 18-0-1 | Gabriel Martínez       | RTD    | 18 Apr. 2008 | 11 (12) | Ciudad Nezahualcóyotl, Messico       | Vince il vacante titolo WBA Fedecentro dei pesi welter.                                                                                      |
| 18  | Vittoria  | 17-0-1 | Francisco Villanueva   | TKO    | 14 Mar. 2008 | 9 (12)  | Guadalajara, Messico                 | Mantiene il titolo Jalisco dei pesi welter.                                                                                                  |
| 17  | Vittoria  | 16-0-1 | Axel Rodrigo Solis     | KO     | 22 Feb. 2008 | 1 (8)   | Ciudad Nezahualcóyotl, Messico       | |
| 16  | Vittoria  | 15-0-1 | Sean Holley            | TKO    | 15 Dic. 2007 | 2 (10)  | Guadalajara, Messico                 | |
| 15  | Vittoria  | 14-0-1 | Ricardo Cano           | UD     | 31 Ago. 2007 | 12      | Guadalajara, Messico                 | Vince il titolo Jalisco dei pesi welter. |
| 14  | Vittoria  | 13-0-1 | Christian Solano       | UD     | 18 Ago. 2007 | 10      | Guadalajara, Messico                 | |
| 13  | Vittoria  | 12-0-1 | Jesus Hernández        | TKO    | 1 Giu. 2007  | 2 (10)  | Tepic, Messico                       | |
| 12  | Vittoria  | 11-0-1 | Víctor Márquez         | KO     | 19 Mag. 2007 | 4 (10)  | Guadalajara, Messico                 | |
| 11  | Vittoria  | 10-0-1 | Ivan Illescas          | KO     | 30 Mar. 2007 | 4 (10)  | Tepic, Messico                       | |
| 10  | Vittoria  | 9-0-1  | Javier Martínez        | TKO    | 2 Mar. 2007  | 8 (10)  | Tepic, Messico                       | |
| 9   | Vittoria  | 8-0-1  | Daniel Martínez        | KO     | 8 Dic. 2006  | 2 (8)   | Guadalajara, Messico                 | |
| 8   | Vittoria  | 7-0-1  | Francisco Villanueva   | KO     | 29 Set. 2006 | 5 (6)   | Tonalá, Messico                      | |
| 7   | Vittoria  | 6-0-1  | Cristian Hernández     | KO     | 15 Set. 2006 | 2 (6)   | Guadalajara, Messico                 | |
| 6   | Vittoria  | 5-0-1  | Juan Hernández         | KO     | 21 Lug. 2006 | 2 (6)   | Guadalajara, Messico                 | |
| 5   | Pareggio  | 4-0-1  | Jorge Juárez           | SD     | 17 Giu. 2006 | 4       | Tijuana, Messico                     | |
| 4   | Vittoria  | 4-0    | Pedro López            | KO     | 10 Feb. 2006 | 1 (4)   | Guadalajara, Messico                 | |
| 3   | Vittoria  | 3-0    | Miguel Vázquez         | SD     | 20 Gen. 2006 | 4       | Guadalajara, Messico                 | |
| 2   | Vittoria  | 2-0    | Pablo Alvarado         | KO     | 26 Nov. 2005 | 2 (4)   | Tonalá, Messico                      | |
| 1   | Vittoria  | 1-0    | Abraham González       | TKO    | 29 Ott. 2005 | 4 (4)   | Tonalá, Messico.                     | |